# 오스트레일리아 (영화)
《오스트레일리아》(Australia)는 2008년 개봉한 역사 로맨스 드라마 영화로, 배즈 루어먼 감독이 각본을 쓰고 연출했다. 니콜 키드먼과 휴 잭맨이 남녀 주인공으로 출연한다. 오스트레일리아를 무대로, 영국인 귀족 여성과 거친 소몰이꾼 남성의 사랑을 그리고 있다.
2023년 11월, 6부작 미니시리즈 파러웨이 다운스(Faraway Downs)로 재편집되어 훌루와 디즈니+를 통해 공개됐다.

## 줄거리
제2차 세계 대전이 발발한 시기의 미개척 오스트레일리아 대륙. 영국 귀족인 레이디 세라 애슐리는 그녀의 남편을 찾아 편안하고 안전한 영국의 저택을 떠나 오스트레일리아의 미개척지를 향한 긴 여행을 시작한다. 어렵사리 오스트레일리아 대륙에 도착한 그녀는 곧 남편의 죽음을 알게 되고, 자신에게 벨기에 국토만한 오스트레일리아의 거대한 농장과 2,000여 마리의 소떼가 남겨졌다는 것을 알게 된다.
남편의 죽음을 슬퍼할 겨를도 없이 애쉴리는 길들여지지 않은 야생마 같은 거친 농장 관리인과 함께 그녀의 농장을 빼앗으려는 무리로부터 남편의 유산을 지켜내기 위해 함께 싸워 나가야 하는 운명에 처하게 된다. 한편, 평화로운 오스트레일리아의 대지는 다윈까지 공격한 일본군의 연이은 폭격으로 쑥대밭이 될 위기에 처하고, 낯선 나라에서 홀로 재산뿐 아니라 자신의 목숨까지 지켜내야 하는 세라에게도 태평양 전쟁의 전운은 찾아온다.

## 출연
- 니콜 키드먼 - 세라 애슐리 귀부인
- 휴 잭맨 - 소몰이꾼
- 데이비드 웨넘 - 닐 플레처
- 브라이언 브라운 - 킹 카니
- 잭 톰슨 - 키플링 플린
- 데이비드 걸필리 - 킹 조지
- 브랜던 월터스 - 눌라
- 데이비드 응굼부자라 - 마가리
- 벤 멘덜슨 - 더튼 대위
- 에시 데이비스 - 캐서린 카니
- 배리 오토 - 올솝 관리인
- 케리 워커 - 머틀 올러트
- 샌디 고어 - 글로리아 카니
- 어설라 요비치 - 데이지
- 릴리언 크롬비 - 밴디 레그스
- 원화 - 싱 송
- 앵거스 필라쿠이 - 굴라이
- 야체크 코만 - 이반
- 토니 배리 - 캘러핸 중사
- 레이 배럿 - 램즈든
- 맥스 컬런

## 기타
- 공동제작: 캐서린 마틴
- 미술: 캐서린 마틴
- 세트: 베벌리 던
- 의상: 캐서린 마틴
- 배역: 닉키 바렛
- 배역: 론나 크레스

## 같이 보기
- 오스트레일리아 영화